# تجرد
التجرد في اللغة الخلو، وعند الحكماء عبارة عن كون الشيء بحيث لا يكون مادة ولا مقارنا للمادة مقارنة الصورة والأعراض.